# みんなのスポーツ Sports for All
『みんなのスポーツ Sports for All』（みんなのスポーツ スポーツ・フォー・オール）はテレビ東京で2022年4月4日から2024年3月31日まで放送されていたスポーツニュース番組。

## 概要
2016年4月2日から2022年4月3日まで6年間にわたって放送してきた『追跡LIVE! Sports ウォッチャー』の役割を受け継ぎ、新しいスポーツニュース番組として放送開始。これまでと同様に他の在京キー局の夜のスポーツニュース枠と異なり、番組のタイトルを全曜日で統一させている。また在京キー局で唯一、編成枠も含めて最終版ニュース枠から完全に分離させている。
この番組では、「みんなのみたいをスポーツでつなぐ」をコンセプトにして、最新のスポーツ情報を「身近に」「わかりやすく」「より深く」伝える「スポーツとみんなをつなぐ」スポーツニュース番組で、生放送を基本にして、様々なスポーツ情報を速報性豊かに伝える。番組開始当初から2023年7月までの週末版は、現役または元アスリートが月替わりの「マンスリーMC」となっていた。
また、『追跡LIVE! Sports ウォッチャー』の土曜日に放送してきた『Human ウォッチャー』を継承・進化させて、スポーツドキュメンタリーコーナーとして『日本生命 Human Action』を土曜日に放送するほか、日曜日にはアスリートをスポーツの現場に派遣して、スポーツ界で話題となっている出来事について深掘りする企画を送る。
番組開始当初から美術セットを組んで放送していたが、2023年10月からは、土曜・日曜に限って、テレビ東京が本格的に導入する「バ―チャルプロダクション」と呼ばれる仮想背景を活用した技術を用いて、放送することになった。

## 放送時間
- 月曜 - 木曜：23:55 - 翌0:00
- 金曜：23:58 - 翌0:12
- 土曜：22:30 - 23:00
- 日曜：22:54 - 23:30

## ネット局
| 放送対象地域  | 放送局                | 系列           | 放送日時       | 放送日時       | 放送日時      | 放送日時      | 遅れ                                    |
| 放送対象地域  | 放送局                | 系列           | 月-木曜        | 金曜           | 土曜          | 日曜          | 遅れ                                    |
| ------------- | --------------------- | -------------- | -------------- | -------------- | ------------- | ------------- | --------------------------------------- |
| 関東広域圏    | テレビ東京（TX）      | テレビ東京系列 | 23:55 - 翌0:00 | 23:58 - 翌0:12 | 22:30 - 23:00 | 22:54 - 23:30 | 製作局                                  |
| 北海道        | テレビ北海道（TVh）   | テレビ東京系列 | 23:55 - 翌0:00 | 23:58 - 翌0:12 | 22:30 - 23:00 | 22:54 - 23:30 | 同時ネット                              |
| 愛知県        | テレビ愛知（TVA）     | テレビ東京系列 | 23:55 - 翌0:00 | 23:58 - 翌0:12 | 22:30 - 23:00 | 22:54 - 23:30 | 同時ネット                              |
| 大阪府        | テレビ大阪（TVO）     | テレビ東京系列 | 23:55 - 翌0:00 | 23:58 - 翌0:12 | 22:30 - 23:00 | 22:54 - 23:30 | 同時ネット                              |
| 岡山県 香川県 | テレビせとうち（TSC） | テレビ東京系列 | 23:55 - 翌0:00 | 23:58 - 翌0:12 | 22:30 - 23:00 | 22:54 - 23:30 | 同時ネット                              |
| 福岡県        | TVQ九州放送（TVQ）    | テレビ東京系列 | 23:55 - 翌0:00 | 23:58 - 翌0:12 | 22:30 - 23:00 | 22:54 - 23:30 | 同時ネット                              |
| 滋賀県        | びわ湖放送（BBC）     | 独立局         | 23:55 - 翌0:00 | 23:58 - 翌0:12 | （放送なし）  | 22:54 - 23:30 | 同時ネット                              |
| 三重県        | 三重テレビ放送（MTV） | 独立局         | （放送なし）   | （放送なし）   | （放送なし）  | 22:54 - 23:30 | 同時ネット                              |
| 和歌山県      | テレビ和歌山（WTV）   | 独立局         | （放送なし）   | （放送なし）   | （放送なし）  | 22:54 - 23:30 | 同時ネット                              |
| 全国          | BSテレビ東京          | BS放送         | （放送なし）   | （放送なし）   | 翌1:00 - 1:30 | 翌1:35 - 2:10 | 土曜版 2時間半遅れ 日曜版 2時間41分遅れ |

- BSテレビ東京での時差放送は、地上波放送が大幅に繰り下がった場合、BSテレビ東京の編成の都合上本来の時差ネット時間帯には別番組で穴埋めの上休止とすることがある。
- BSテレビ東京での時差放送時、番組開始時に「テレビ東京で放送した録画放送です。」とテロップで右上に2列で表示される。

## 出演者
※2023年10月2日現在

### 平日版
キャスター
いずれもテレビ東京アナウンサー
- 月曜：中根舞美
- 火曜：池谷実悠
- 水曜：髙橋大悟
- 木曜：冨田有紀
- 金曜：竹﨑由佳

### 週末版
マンスリーMC
2023年8月以降なし
アシスタント
いずれもテレビ東京アナウンサー
- 土曜：竹﨑由佳、池谷実悠
- 日曜：竹﨑由佳

コメンテーター
- 五十嵐亮太（プロ野球解説者）
- 里崎智也（プロ野球解説者）
- 鳥谷敬（プロ野球解説者）
- 斉藤和巳（プロ野球解説者）
- 中畑清（プロ野球解説者）
- 能見篤史（プロ野球解説者）
- 緒方耕一（プロ野球解説者）
- 花田虎上（大相撲開催時期に出演）

ナレーター
- 折笠富美子（土曜日「日本生命 Human Action」担当）[4]
- 半田裕典[5]
- 奥畑幸典[6]

### 過去の出演者
アナウンサー
- 島田一輝-(2022年4月4日 - 2023年3月25日、土・日曜日担当)アナウンス部から他部署に異動となる。
  - 土曜日はマンスリーMCが女性のときに担当でマンスリーMCが男性の場合は池谷実悠が担当していた。

マンスリーMC
- 大久保嘉人（元サッカー男子日本代表選手、2022年4月）
- 土井レミイ杏利（東京五輪ハンドボール男子日本代表選手、2022年5月）
- 本田真凜（フィギュアスケート選手、2022年6月）
- 田中理恵（元体操選手、2022年7月）
- 萩野公介（競泳リオ五輪金メダリスト、2022年8月）
- 水谷隼（卓球東京五輪金メダリスト、2022年9月・2023年5月）
- 川﨑宗則（栃木ゴールデンブレーブス、2022年10月）
- 松本薫（柔道ロンドン五輪金メダリスト、2022年11月）
- 荻原次晴（元スキーノルディック複合選手、2022年12月・土曜）
- 山下美夢有（プロゴルファー、2022年12月・日曜）
- 浜口京子（レスリング選手、2023年1月）
- 長崎望未（元ソフトボール日本代表、2023年2月）
- 栗原恵（元バレーボール日本代表、2023年3月）
- 寺本明日香（元体操日本代表、2023年4月）
- 槙野智章（元サッカー日本代表、2023年6月）
- 畠山健介（元ラグビー日本代表、2023年7月）

ナレーター
- 井田愛里紗（折笠富美子が休みの時の代理）

## 特別編
2022年10月29日以降、土・日曜の夕方枠にて“特別編”としてドキュメント企画を不定期で放送している。なおいずれもスタジオのシーンはなく全編VTRで構成されている。
2022年
- 10月29日(土)16:55 - 17:15『ドラフトにかける男達「甲子園の申し子 兄弟の約束」』
- 10月30日(日)16:40 - 17:15『ドラフトにかける男達「東京大学野球部最大の挑戦」』
- 11月06日(日)16:55 - 17:15『令和初三冠王56号HR ヤクルト村上宗隆を支えた人達』
- 12月11日(日)17:00 - 17:15『2022年女子ゴルフ史上最年少年間女王 父との絆』
- 12月18日(日)16:30 - 17:15『スポーツ総まとめ!大谷翔平&佐々木朗希&サッカー』